# Галерея Спада
Галерея Спада ( італ. Palazzo Spada) — картинна галерея, розташована в палаці Спада XVI–XVII століть в місті Рим. В палаці також розташована Державна Рада Італії.

## XVI століття
Первісно палац був побудований 1540 року для кардинала Джироламо Каподіферро (1501–1559) (архітектор Вартоломей Бароніно, в стилі маньєризму). Вільне ставлення до архітектоніки і ревізія спадку доби Відродження обумовили протиріччя в декорі фасаду. Його перший поверх вкритий важким рустом, трактованим як підмурки для легких верхніх поверхів. Логічним було б створення колон чи пілястр на таких підмурках, як то є в Чернінському палаців Празі. В Римі склалася дещо інша традиція з декоруванням фасадів тільки віконними отворами  і акцентованим порталом входу. Все це має і фасад палаццо Спада, але верхні поверхи рясно вкриває ліплений декор з гірляндами і рельєфами, скульптурами в нішах у міжвіконних проміжках. Надлишковий декор — характерна особливість як вуличних, так і дворових фасадів палацу.

## XVII століття
У 1632 році палац придбав кардинал Бернардино Спада, який почав перебудови і пристосування згідно з новими модами. До перебудов залучили архітектора Франческо Борроміні, що створив архітектурну декорацію — у вигляді перспективної галереї. Математичні розрахунки проекта створив Джованні Марія да Бітонто.
Галерея справляє враження протяжної споруди довжиною 35–37 метрів, тоді як її реальна протяжність — всього вісім метрів. Використані скорочення висоти колон і акцент — скульптура в кінці її отвору, висота якої — 60 сантиметрів.

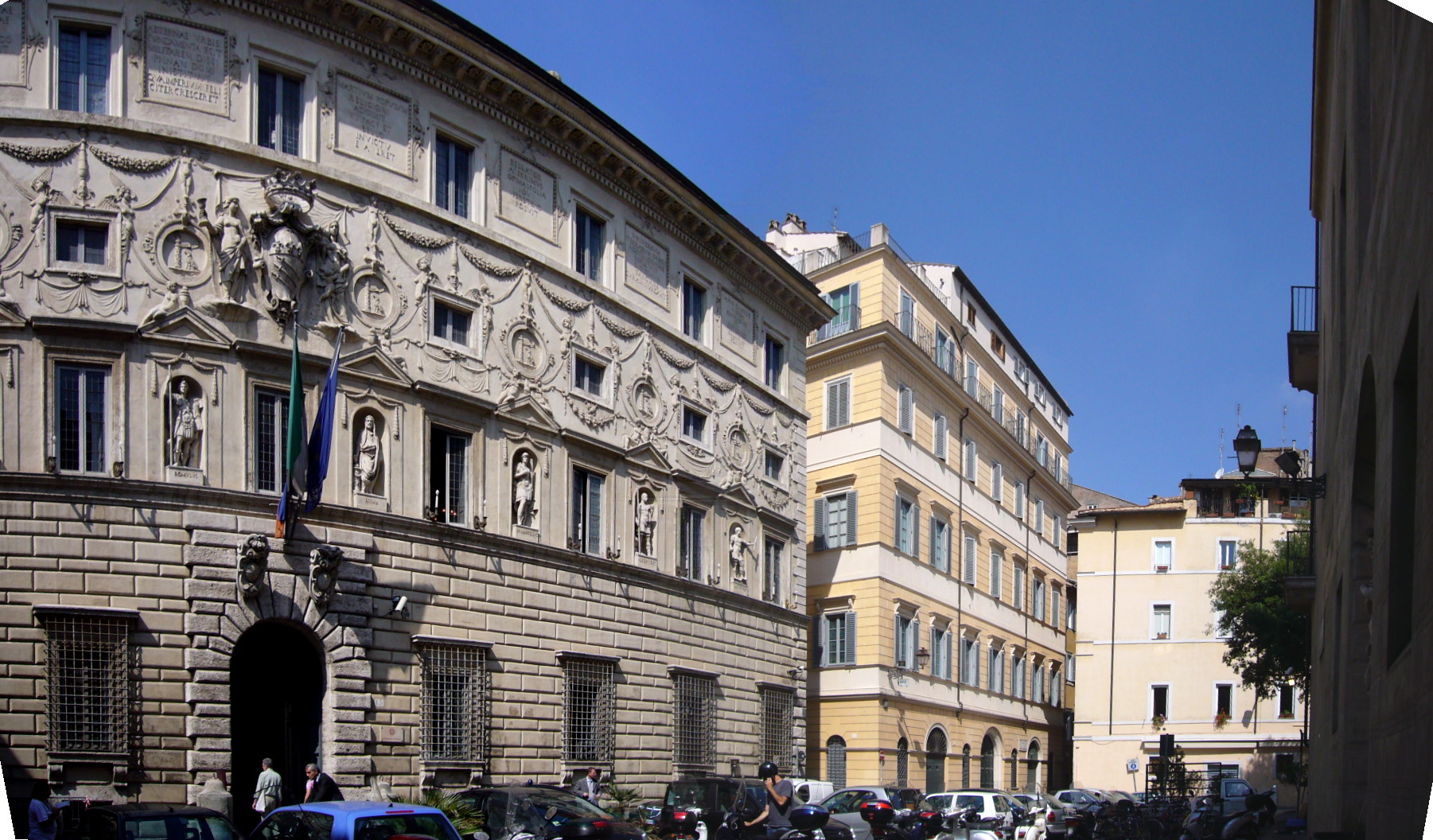
Майдан Кародіферро і палац Спада
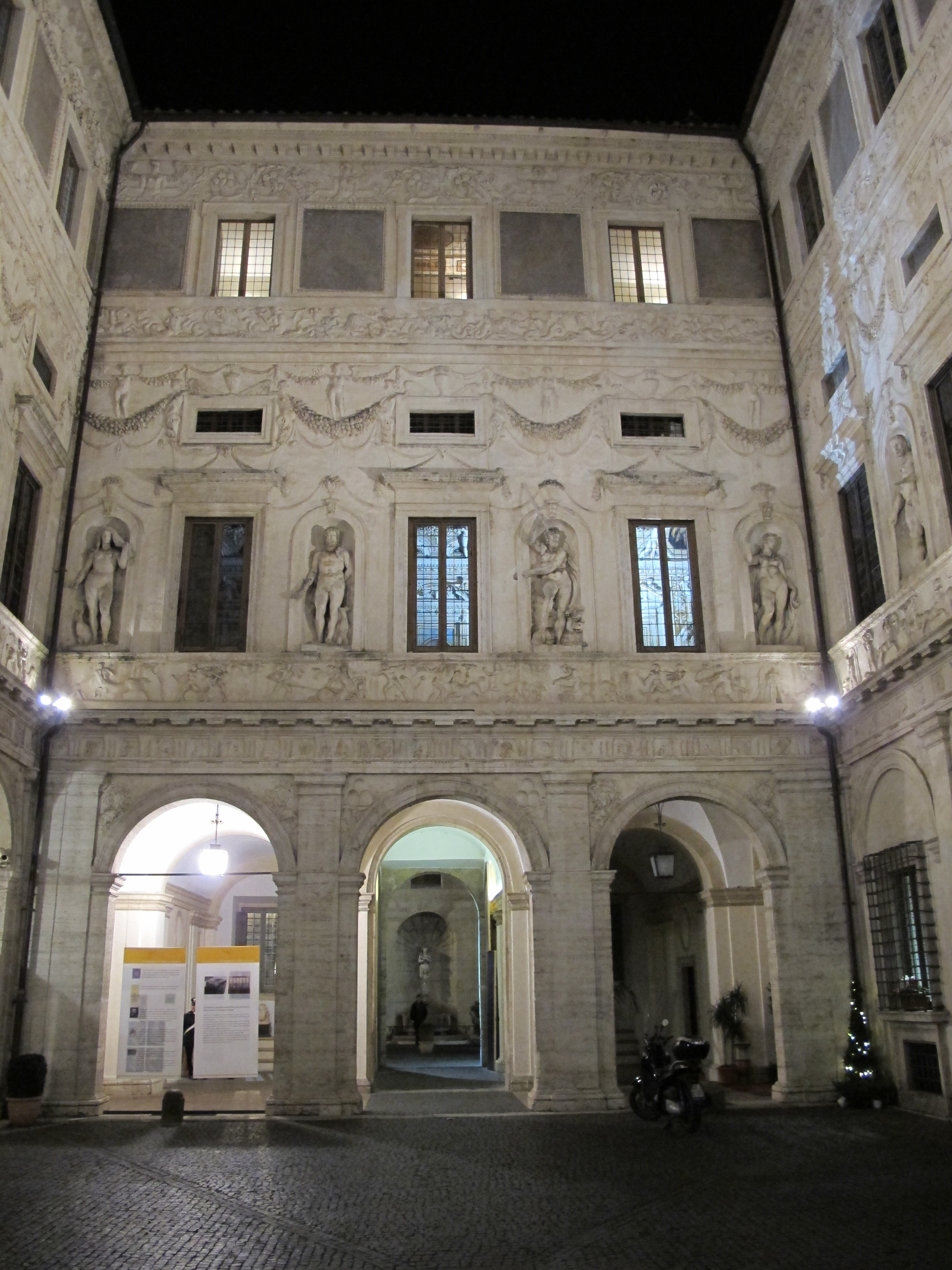
Вночі
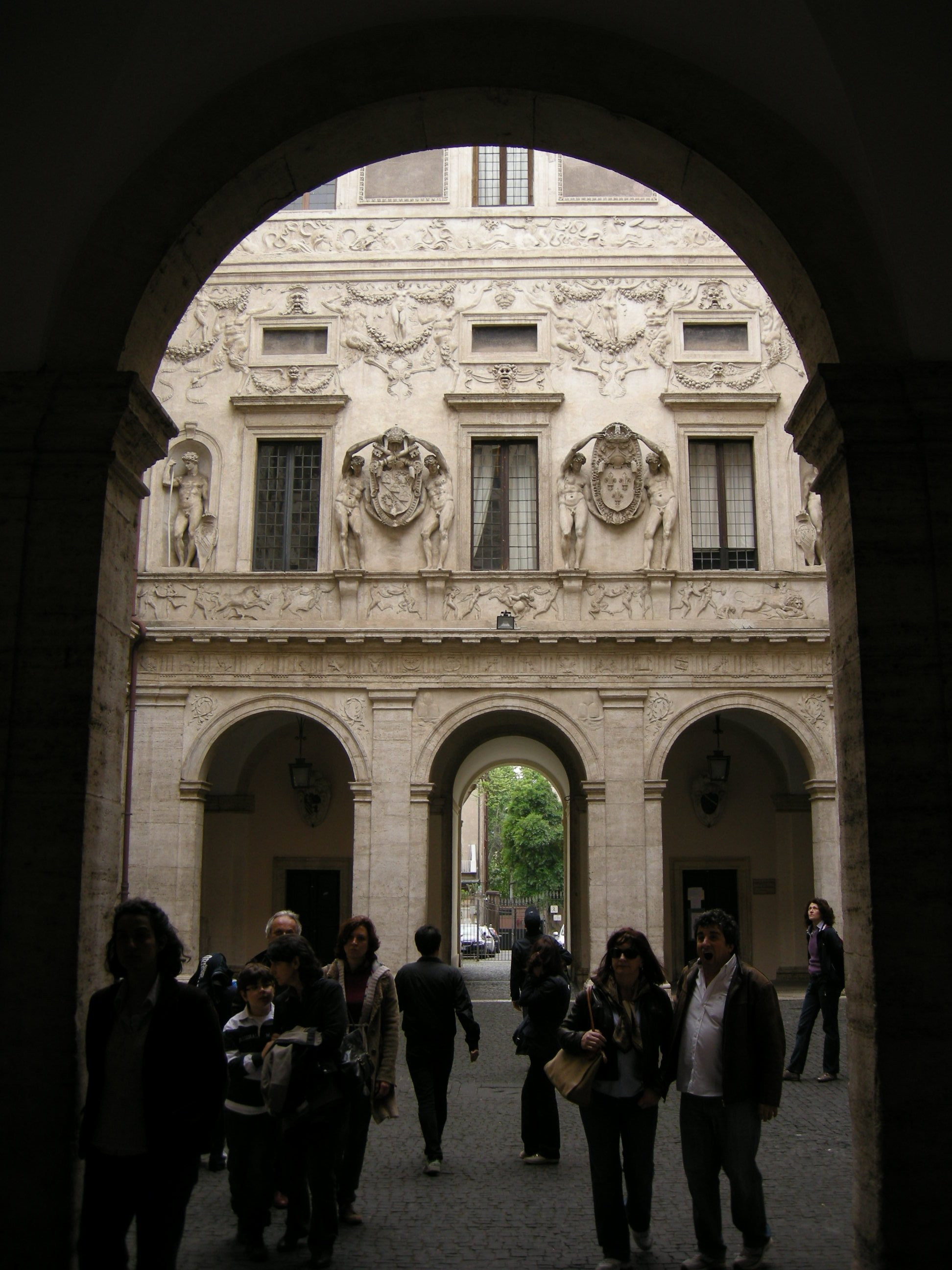
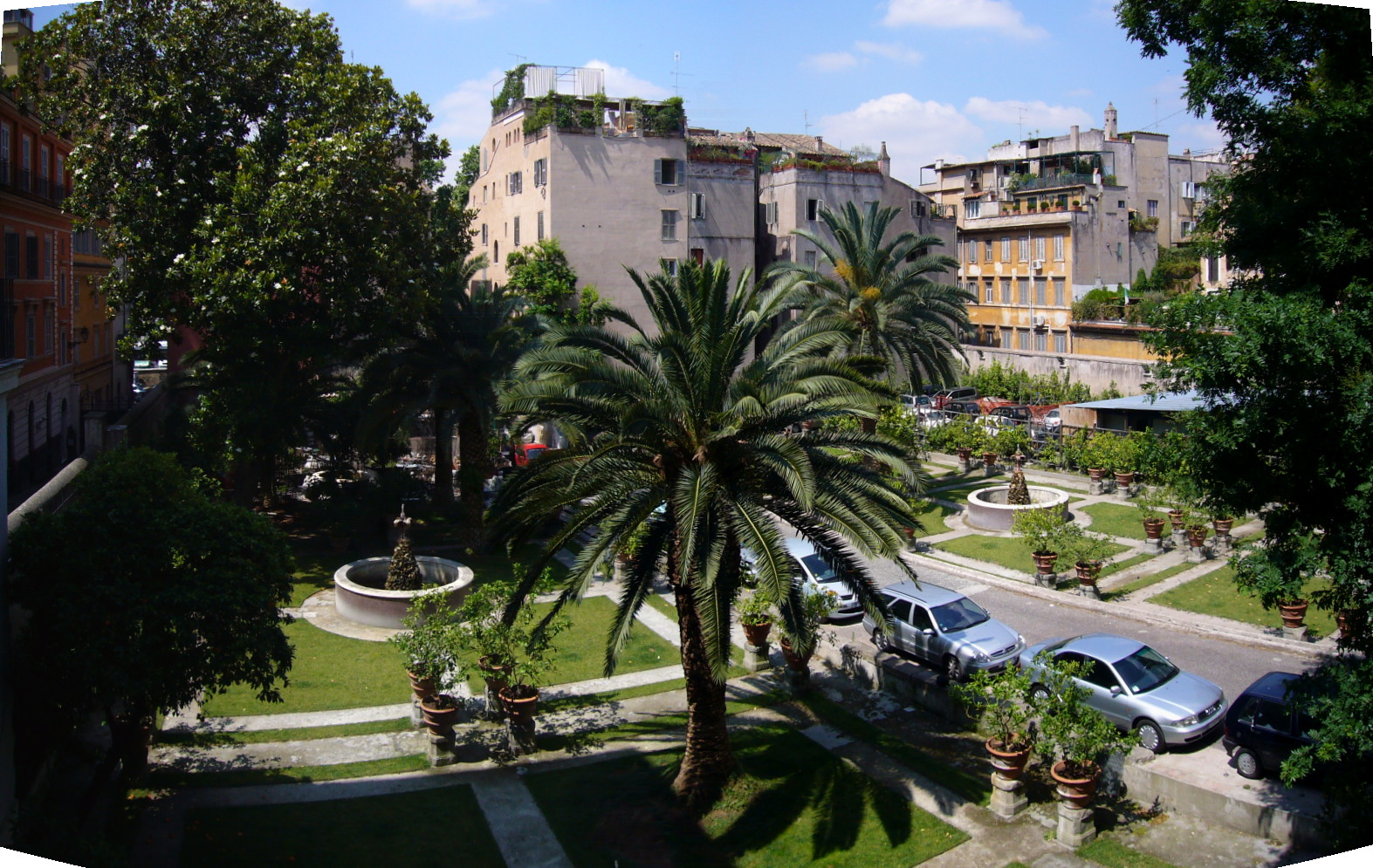
Садок
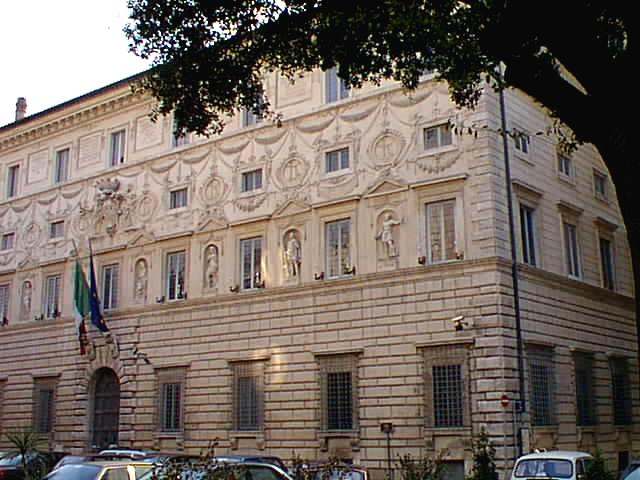
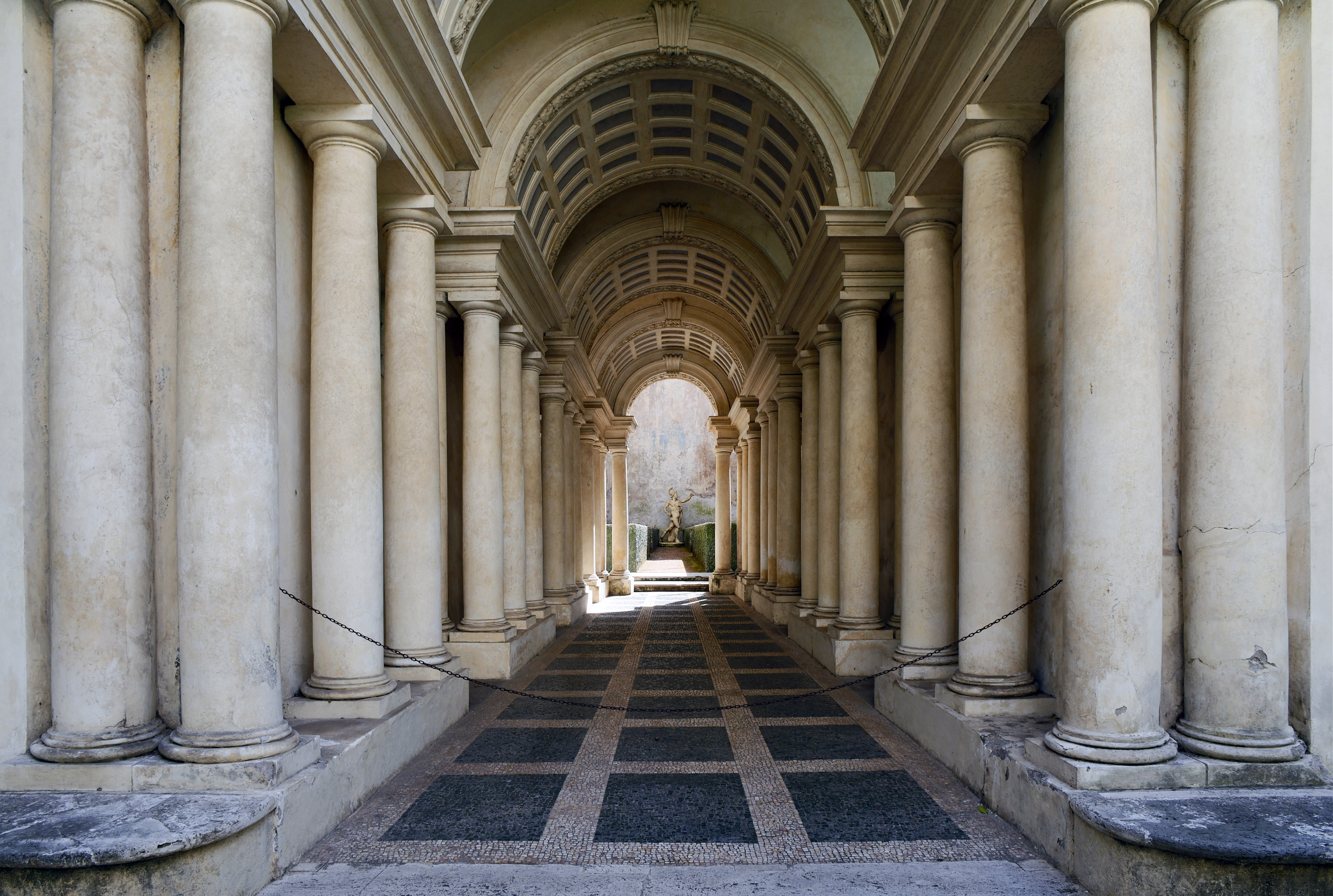
Галерея в техніці тромплей
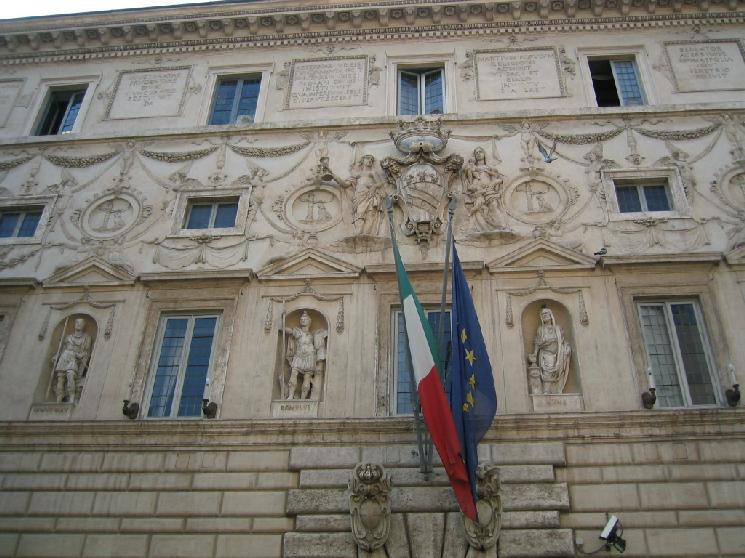

## Картинна галерея
Створення приванних картинних галерей — ще одна особливість палацового побуту XVI–XVII століть.  Був заклопотаний створенням картинної галереї і новий власник палацу разом з братом —  Віргіліо Спада. Прихильністю братів Спада користувався римський художник, представник римського бароко, Ніколо Торніолі. Кардинал придбав сім картин художника для власної картинної галереї і ще три по смерти художника. На відміну від релігійних композицій в церкві Святої Петронілли, що загинули в пожежі, картини в галереї Спада збереглися. В картинній галереї палацу також представлені твори інших митців, серед яких — Андреа дель Сарто, Тіціан, Альбрехт Дюрер, Гвідо Рені, Гверчіно, Сальватор Роза, Караваджо, Пітер Пауль Рубенс, Парміджаніно, Аннібале Каррачі, Доменікіно, Франческо Солімена,Артемізія Джентілескі тощо.

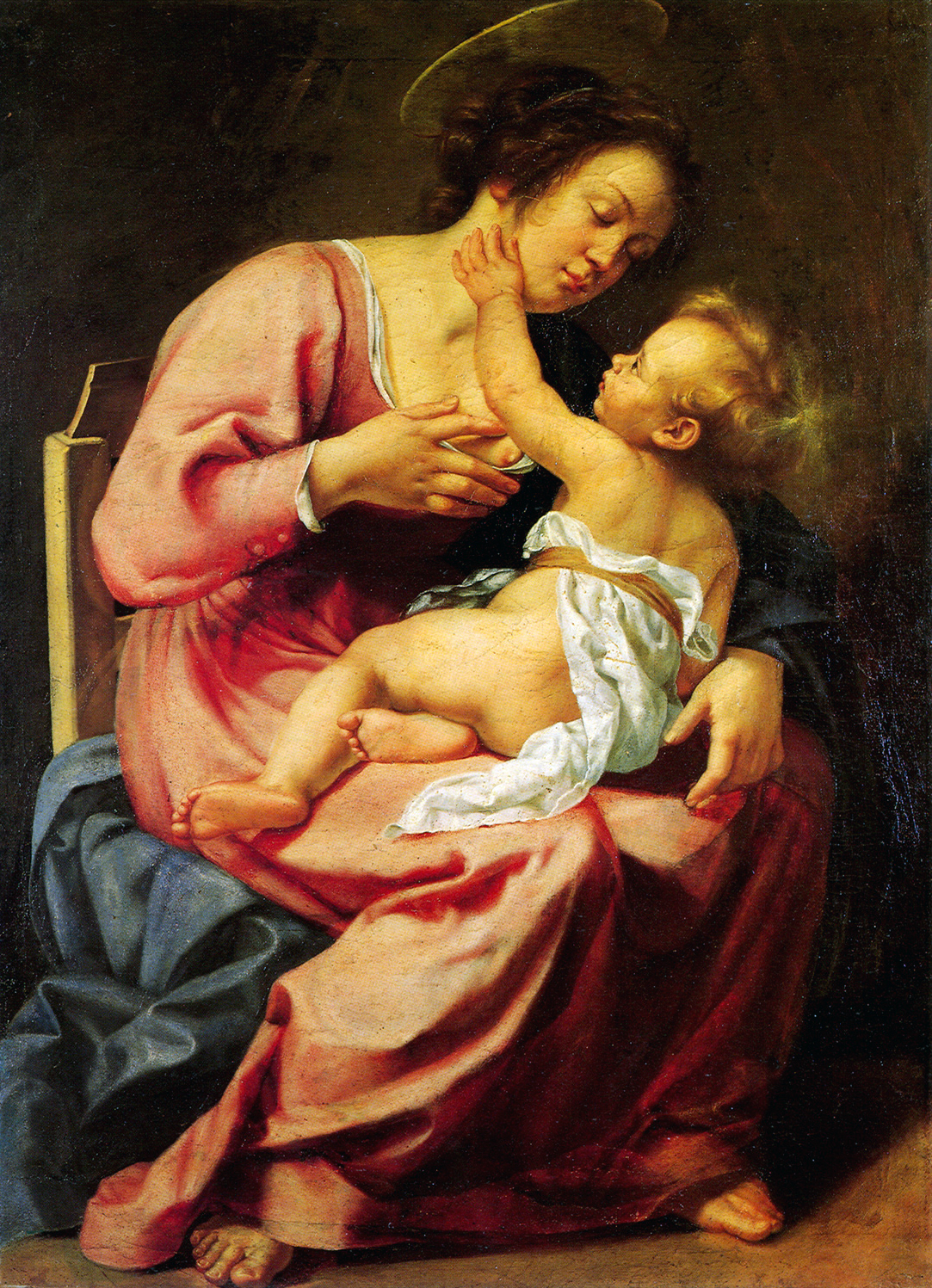
Артемізія Джентілескі. «Мадонна з немовлям»
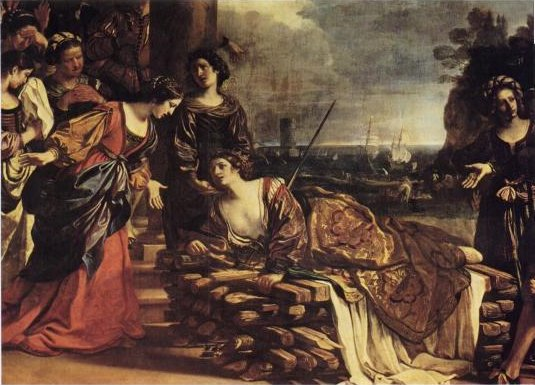
Гверчіно. «Смерть цариці Дідони»
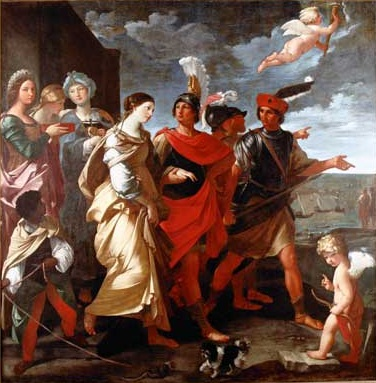
Джачінто Кампанья. «Викрадення Єлени Прекрасної»
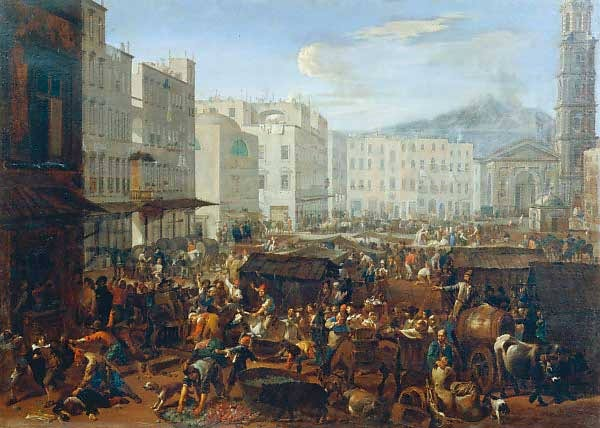
Мікеланджело Черквоцці. «Повстання Мазаньєлло в Неаполі»
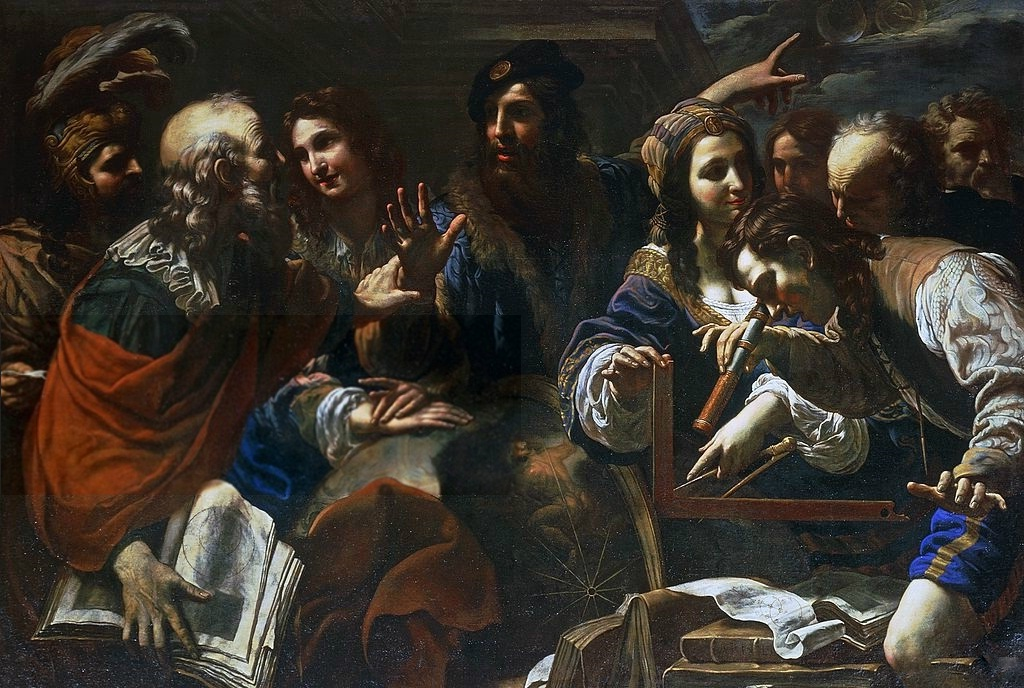
Ніколо Торніолі. «Гурток астрономів»
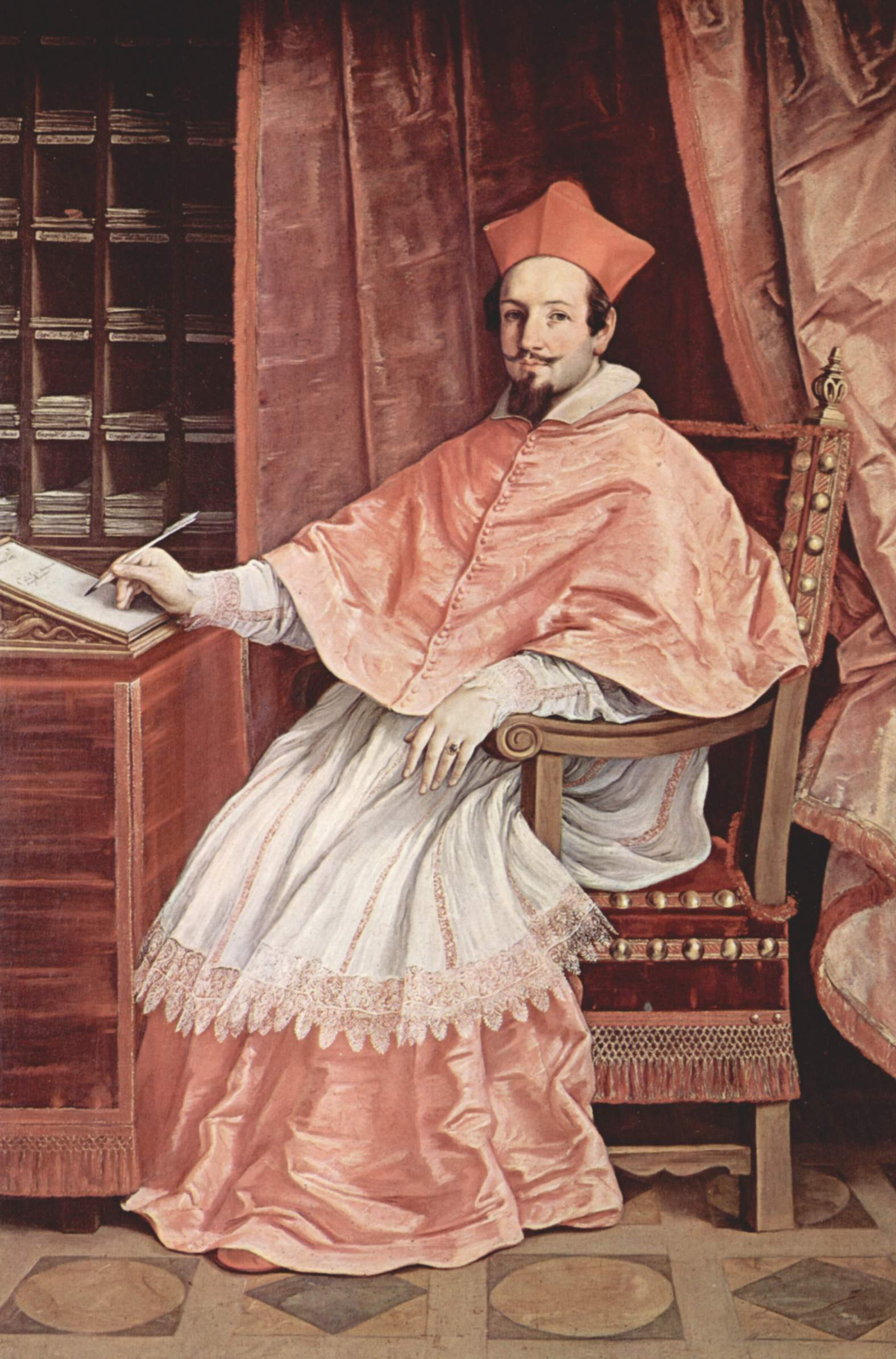
Гвідо Рені. «Кардинал Бернардино Спада»
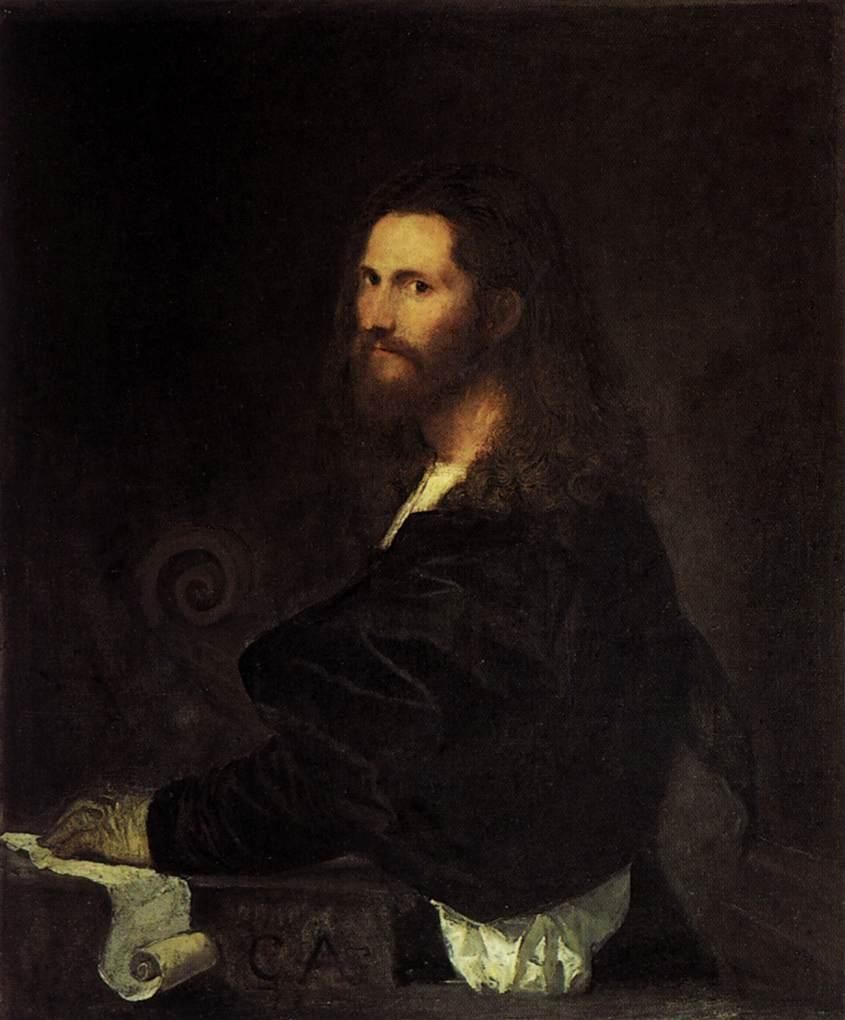
Тиціан. «Портрет музиканта»